# Serafim Rodrigues de Moraes
Serafim Rodrigues de Moraes (Jataí, 19 de outubro de 1930 — São Paulo, 04 de novembro de 2004) foi um empresário brasileiro, boiadeiro, agropecuarista e banqueiro.
Uma das maiores fortunas do Estado de Goiás, comprou o Agrobanco - Banco Comercial S/A.
Filho de Miguel Rodrigues da Silva e de Sebastiana Augusta de Moraes.

## Trajetória
Serafim Rodrigues de Moraes conhecido como Semi, passou a infância no interior do estado de Goiás, onde sua família fixou residência e começou a criar gado.

## Caso da Fazenda Timboré
A fazenda Timboré de propriedade do Sr. Serafim Rodrigues de Moraes e de área de aproximadamente 3.393 hectares, o que equivale a quase 34 milhões de metros quadrados. Em face da qualificação de improdutividade, feita pelo INCRA, e do parecer favorável à desapropriação do imóvel feita pelo seu Comitê Técnico, o Presidente da República expediu, em 27 de julho de 1986, o Decreto 93.021, declarando a fazenda Timboré bem imóvel de interesse social para fins de reforma agrária. Serafim Rodrigues teve sua fazenda ocupada pelo MST, por volta do ano de 1989, travando grande disputa judicial contra o INCRA, após 15 anos de disputa judicial conseguiu provar a produtividade de sua propriedade, mas não conseguiu a reintegração de posse, pois lá estava o MST mais de 15 anos.

## O inferno de Jader
Serafim Rodrigues envolveu-se em compra de TDA da fazenda Paraíso no final de 1988. Pagou US$ 4 milhões na compra de TDAs para saldar débitos decorrentes da liquidação do Agrobanco, ao qual era controlador. Como estava com seus bens indisponíveis, usava a conta que abriu para a sua então companheira Vera no Bamerindus para efetuar os pagamentos. Serafim Rodrigues colocou o presidente do Senado no olho do furacão que teve início com um decreto assinado pelo presidente José Sarney, a pedido do próprio Jader Barbalho, na época ministro da Reforma Agrária. Trata-se da desapropriação da Fazenda Paraíso, uma propriedade em Viseu, no nordeste do Pará, que teria 58 mil hectares e pertenceria a Vicente de Paula. Por essas terras, no começo de novembro de 1988, ele recebeu do governo federal 55,2 mil TDAs, que valeriam hoje R$ 5,3 milhões. Quatro meses depois, o superintendente em Belém do Instituto Nacional de Colonização e Reforma Agrária, Paulo Titan, requereu o cancelamento da operação, o que causou o bloqueio dos TDAs. A essa altura, os títulos entregues a Vicente de Paula já haviam sido vendidos ao banqueiro Serafim, que os utilizou para saldar dívidas do Agrobanco com o Portus, fundo de previdência privada dos portuários.

## Cidade de Andradina
Serafim tinha negócios desde a década de 30 na cidade de Andradina, e se autoproclamava em tom de brincadeira "a única pessoa lúcida", que é pioneira da cidade. "Estamos velhos, criamos esta cidade com o Antônio Joaquim de Moura Andrade. Sou o único lúcido da turma disse rindo à Folha da Região. Serafim Rodrigues realizou uma doação à prefeitura de uma nova terra, de acordo com o banqueiro, foi uma compensação à negociação frustrada de desapropriar uma parte de suas terras para construção de uma lagoa. A prefeitura queria desapropriar uma parte da Fazenda Saudade que era de sua propriedade.